# Diecezja Angamaly (malankarska)
Diecezja Angamaly – diecezja Malankarskiego Kościoła Ortodoksyjnego z siedzibą w Angamaly w stanie Kerala w Indiach.
Została erygowana w 1876 roku.

## Biskupi
- Kadavil Paulose Mar Athanasiose
- Pulikottil Joseph Mar Dionysius
- Paulose Mar Athanasios
- Geevarghese Mar Gregorios
- Philipose Mar Theophilose (1967-1978)
- Mathews Mar Barnabas (1978-1982)
- Yuhanon Mar Polycarpus (od 2009)